# Ian Watkins (Lostprophets)
Ian David Karslake Watkins (ur. 30 lipca 1977 w Merthyr Tydfil w hrabstwie Glamorgan) – walijski wokalista. Członek zespołu Lostprophets. Wcześniej był perkusistą w zespole Public Disturbance. 18 grudnia 2013 r. skazany za wykorzystywanie seksualne dzieci.

## Życiorys
Ian Watkins dorastał w Walii, mieście Pontypridd, niedaleko Cardiff. Będąc w szkole uczył się grać na perkusji, więc gdy utworzył się zespół Lostprophets, z początku grał dla nich. W szkole Watkins był dobrym uczniem, którego ciągnęło do muzyki, już we wczesnych latach nastoletnich, ze stylem, jaki mają Faith No More, bądź też Red Hot Chili Peppers. Na perkusji zaczął grać w wieku 14 lat. Przyjaźnił się z Mikiem Lewisem. Miłość do heavy metalu i zespołów rockowych dała mu dwóch przyjaciół i zaczęła utwierdzać Watkinsa w przekonaniu, że jednego dnia on także wstąpi do takiego zespołu. Jeszcze jako nastolatek, w 1991 roku, on wraz z Mikiem założyli grupę, którą nazwali Aftermath, „chłamski” zespół metalowy, grający w ogródku Watkinsa. Aftermath w ciągu dwóch lat zagrali dwa koncerty. W szkole, Watkins poznał również przyszłego kumpla z zespołu Lee Gaze’a. Obaj lubili amerykańskie hardcorowe zespoły punkowe, Ian i Lee utworzyli zespół o nazwie Fleshbind – o wiele bardziej poważniejsza decyzja dla obu.
Grali koncerty, w tym jeden drugoplanowy występ na ‘Feeder in London’. Ostatecznie Watkins i Gaze poszli innymi drogami, by stworzyć swoje własne projekty, tylko po to, żeby znów wrócić razem i w długoletniej przyjaźni założyć wreszcie Lostprophets. Watkins z początku był perkusistą w in hardcore’owym zespole Public Disturbance, gitarzystą Lostprophets został więc Mike Lewis. On również był perkusistą. Uczęszczał do Hawthorn High School tak jak każdy inny członek zespołu.
Lostprophets mieli swój debiut w maju 1997 roku, Watkins śpiewał do mikrofonu po raz pierwszy. W sumie nagrali trzy albumy, thefakesoundofprogress, Start Something i Liberation Transmission. Watkins mówił, że woli być perkusistą niż solistą, lecz kiedy Lostprophets wystartowali, nie było nikogo, kto mógłby zostać wokalistą, więc postanowił się mimo wszystko za to wziąć.

### Życie prywatne
Watkins należy do ruchu społeczno-kulturalnego straight edge, tak samo jak koledzy z zespołu Lee Gaze i Mike Lewis. Jego matka jest gospodynią domową, a jego ojczym duchownym baptystów. Związany z Ivy Levan.

### Historia Lostprophets (1997-2009)
Zespół utworzono w 1997 w Walii mieście Pontypridd, niedaleko Cardiff. Lostprophets utworzyli się zaraz po tym, jak z zespołem Public Disturbance zerwali perkusista Ian Watkins i gitarzysta Mike Lewis. Z Watkinsem śpiewają również wyrekrutowani: gitarzysta Mike Chiplin, który później zaczął grać na perkusji, i gitarzysta Lee Gaze. Nazwa zespołu pochodzi od bootlegu z koncertu w 1988 Duran Duran we Włoszech.

### Z życia Lostprophets
Zespół nagrał obecnie swój czwarty album który nosi nazwę „The Betrayed”. Jak zapowiadają członkowie grupy album ma być mieszanką „Start Something” i „Liberation Transmission”. Premierę zaplanowano na 10 stycznia 2010 r. 12 października 2009 r. ukazał się pierwszy singiel pod tytułem „It’s not the end of the world (but I can see in from here)”.

### Przestępstwa na tle seksualnym
W grudniu 2012 r. Watkins został zatrzymany przez policję za intymne kontakty z nieletnią oraz rozpowszechnianie dziecięcej pornografii.
Ian Watkins przyznał się do przestępstw seksualnych na dzieciach, m.in. do molestowania i kręcenia pornograficznych filmów. Wieloletnia fanka Watkinsa opowiadała w „Daily Mail”, że błagał ją, by «pozwoliła mu się przespać z dziesięcioletnią córką». Oferował nawet, że w zamian będzie DJ-em na jej przyjęciu urodzinowym.
18 grudnia 2013 roku Watkins został skazany za przestępstwa pedofilskie na łączną karę 35 lat pozbawienia wolności.
5 sierpnia 2023 roku trzech innych więźniów wzięło Watkinsa na zakładnika, dźgając go następnie ostrym narzędziem i bijąc. Po sześciu godzinach został uwolniony przez strażników i przekazany ratownikom medycznym. Policja potwierdziła później, że jego obrażenia nie zagrażały życiu.